# 美國艦隊網路司令部
美國艦隊網路司令部（英語：U.S. Fleet Cyber Command）是美國海軍負責資訊網路運作、網路攻防、太空作戰、信號情報的機構，確保在網路空間和從網絡空間出發的所有海軍作戰能夠行動自由，控制美國第十艦隊。